# Liturgia della Chiesa cattolica
La liturgia della Chiesa cattolica (anche liturgia cattolica) secondo la dottrina della Chiesa cattolica, è l'esercizio del ministero sacerdotale di Cristo attraverso riti che manifestano e fondano la Chiesa. La relazione tra rito e liturgia non è quindi una relazione di identità, anzi, la liturgia si esprime attraverso il rito. Uno degli errori più comuni consiste proprio nel pensare la liturgia unicamente come culto pubblico della Chiesa, un'azione cioè che si riduce ad essere espressione di una realtà istituzionale e fondata su norme cultuali (chiamate rubriche). Il concetto di liturgia nel cattolicesimo è ben più ampio e difficilmente se ne può dare una definizione stringata che sia al tempo stesso esaustiva.
Difatti il Concilio Vaticano II definendo il ruolo della liturgia "principalmente il culto della maestà divina" e  "il culmine verso cui tende l'azione della Chiesa e, al tempo stesso, la fonte da cui promana tutta la sua energia" (Sacrosanctum Concilium 10, 33), la inserisce all'interno della spiritualità della chiesa, fonte e culmine della stessa fede e della teologia. Inoltre, se si guarda alla Sacra Scrittura ci si accorgerà ben presto come i due principali eventi di rivelazione della Bibbia cristiana, il dono delle tavole della legge sul Sinai a Mosè ed il Mistero Pasquale, avvengono in un contesto che si può definire liturgico sulla base del quale la Chiesa si fonda e formula i suoi riti.

## Le due dimensioni della liturgia della Chiesa: catabasi e anabasi
La liturgia della Chiesa possiede due dimensioni: catabatica e anabatica. La catabasi, ossia la discesa di Dio, rende unica la liturgia cristiana. Infatti essa è principalmente azione di Dio, o meglio, esercizio della funzione sacerdotale di Gesù. È Dio il primo soggetto della liturgia, non l'uomo. La liturgia terrena non è altro che la discesa della liturgia celeste della quale Dio ha voluto far partecipe l'uomo. Il Verbo ha assunto carne umana, è morto e Risorto, così si è realizzata la catabasi divina nel Corpo di Cristo, divenuto punto di incontro tra Dio e l'umanità, tra l'eternità e il tempo. La liturgia è opera di tutta la Trinità, non solo di Cristo, in quanto essa è essenzialmente la lode perenne del Figlio al Padre nello Spirito Santo. L'uomo redento da Cristo è stato reso partecipe di tale liturgia eterna che è scesa in terra e si è fatta visibile nella liturgia della Chiesa. Anche la Chiesa, dunque, preesisteva nel progetto divino di redenzione, ed è discesa dal Cielo per essere il luogo e l'evento del dono di grazia. Proprio grazie alla Chiesa l'evento pasquale della nostra salvezza si fa sempre nuovamente presente in mezzo a noi. Grazie alla liturgia della Chiesa Cristo si fa realmente presente nel nostro tempo, per realizzare, nel tempo e nello spazio, la nostra salvezza. Il sacrificio pasquale, dunque, compiuto una volta per tutte sulla Croce, si fa sempre presente, in un altro modo, incruento, sugli altari della Chiesa. Tutto ciò grazie all'azione dello Spirito che agisce e opera efficacemente attraverso i Sacramenti per la nostra santificazione.
Per realizzare la sua catabasi nel tempo e nello spazio anche oggi, Dio ha scelto i sacri ministri, i sacerdoti ordinati. Il sacerdote, infatti, quale luogo sensibilmente percettibile di Cristo, è consacrato da Cristo stesso, nel Sacramento dell'ordine, per agire in persona Christi et in nomine Ecclesiae. Quando il sacerdote consacra è Cristo Che consacra. Dunque, esso è il mezzo prescelto da Dio per farsi presente sacramentalmente in mezzo al suo popolo. Ecco perché il sacro ministro occupa un ruolo privilegiato in mezzo al popolo, come guida e capo della comunità lui affidata, della quale si pone al servizio, lasciando che lo Spirito la santifichi. Il ministero sacerdotale è legato al Sacramento dell'ordine, che ha come effetto quello di imprimere il 'carattere sacerdotale' nell'ordinato. Ciò fa del sacerdote realmente un alter Christus, ipse Christus in mezzo ai suoi. Solo per le mani consacrate del sacerdote regolarmente ordinato l'Ostia e il Vino diventano realmente e sostanzialmente il Corpo e il Sangue di Cristo.
Dalla catabasi divina scaturisce l'anabasi, ossia l'ascesa dell'uomo a Dio. La dimensione della anabasi è presente in tutti i culti ma nella Chiesa essa presuppone la catabasi. Dunque, l'uomo esprime al Padre la sua lode mediante il culto, unendosi alla lode del Cristo nello Spirito Santo, ed entrando così in comunione con Dio. La consapevolezza che tale comunione è stata possibile grazie al Sacrificio di Cristo, Verbo Incarnato, spinge l'uomo a rendere grazie a Dio incessantemente. Ecco che dal ricordo delle opere salvifiche di Dio, ricordo che è anamnesi, ossia memoriale che riattualizza l'evento della salvezza, memoriale dei misteri, scaturisce la preghiera dell'epiclesi, della quale è incaricato il sacerdote ordinato. L'Epiclesi, dunque, è preghiera di lode e di domanda al Padre, al quale si chiede il dono dello Spirito Santo per mezzo di Gesù. Tutte le preghiere della chiesa hanno la duplice struttura di anamnesi ed epiclesi. L'epiclesi per eccellenza è quella di consacrazione, durante la grande preghiera eucaristica, dove si domanda al Padre lo Spirito perché il pane e il vino diventino il Corpo e il Sangue di Cristo. Ogni celebrazione sacramentale ha in sé un nucleo di anamnesi ed epiclesi. Infatti, a Dio che parla nell'anamnesi, l'uomo risponde nell'epiclesi.
Tra le varie forme di preghiera vogliamo ricordare il genere della 'grande preghiera' che, strutturata sul modello dell'anamnesi ed epiclesi e dossologia, si caratterizza per la lode rivolta al Padre. La grande preghiera per eccellenza è quella eucaristica, altre sono, per esempio, il preconio pasquale, l'orazione consacratoria nell'ordinazione dei preti e quella di benedizione degli sposi. Tra le altre forme vi sono le 'orazioni', le preghiere di benedizione e di accompagnamento e le 'intercessioni'.
Per concludere, possiamo dire che la liturgia della Chiesa ha la Chiesa come secondo soggetto dell'azione liturgica, appunto della anabasi. La comunità tutta partecipa al memoriale del mistero pasquale nella liturgia unendosi e offrendosi per le mani del sacerdote al Padre insieme alla Vittima immolata sull'altare, e partecipa così alla liturgia del cielo. Il culto integrale a Dio è reso dal Capo e dalle sue membra, da Cristo e dalla Chiesa insieme.
Nell'anabasi, l'uomo esprime il culto a Dio mediante un linguaggio liturgico simbolico, nel quale rientrano i gesti di azione e di espressione del celebrante e dell'assemblea, l'abbigliamento liturgico, gli elementi naturali introdotti nella liturgia - pane, vino, acqua, incenso...-, le suppellettili sacre - patena, calice, pisside, ciborio, palla, ostensorio - e le suppellettili non sacre - ampolline acqua e vino, candele...-, gli spazi liturgici, il canto e la musica sacra. Attraverso i segni sacramentali e i simboli siamo introdotti nel mistero della liturgia celeste. Essi rispondono alla logica dell'Incarnazione: Cristo ha redento tutto l'uomo e l'uomo, anima e corpo, è chiamato ad entrare in relazione con Dio. Dunque anche la sua sensibilità e gli oggetti materiali a sua disposizione possono entrare nel culto come mezzi espressivi della liturgia.
Infine, la lex orandi, cioè l'insieme delle norme cultuali definite dalla chiesa, comprende la forma delle celebrazioni religiose solenni, ma anche l'ordinario e il proprio dei riti quotidiani, quali la Celebrazione eucaristica, i sacramenti, la liturgia delle ore.

## Calendario liturgico
La Chiesa segue, durante l'anno, un ciclo di festività definito anno liturgico. Ogni celebrazione liturgica comprende delle parti fisse, dette ordinario, che rimangono immutate, mentre altre parti variano a seconda della festività, come ad esempio le letture tratte dalla Bibbia, le collette, e il proprio del tempo. Nella Chiesa cattolica esistono inoltre diversi calendari liturgici, diversi per rito: romano, ambrosiano, bizantino, ecc.
L'anno liturgico del rito romano inizia la prima domenica d'avvento, quattro domeniche prima del Natale. Le prime due domeniche sono incentrate sull'attesa ultima e definitiva di Cristo, con conseguente invito ad un tempo di impegno vigile e fruttuoso; le altre due domeniche sull'attesa del Natale (cioè della celebrazione liturgica del mistero della nascita di Gesù, Figlio di Dio): non si recita il Gloria e il colore delle vesti e degli addobbi è il viola, colore proprio dei tempi penitenziali, eccetto la terza domenica, detta "Gaudete", quando il viola può essere attenuato con il rosa. All'interno dell'Avvento si celebra la solennità dell'Immacolata Concezione (8 dicembre).
Il tempo di Natale si apre con la messa della Vigilia e si conclude la domenica del Battesimo di Gesù. Il Tempo di Natale si conclude con il ricordo del battesimo che Gesù ricevette all'età di trent'anni da Giovanni il Battista. Dopo il Battesimo, Gesù iniziò la sua predicazione. Il colore delle vesti è bianco.
Dopo la festa del Battesimo del Signore inizia il Tempo ordinario interrotto, dopo un breve periodo, dalla Quaresima, che comincia il mercoledì delle Ceneri.
La Quaresima, che dura quaranta giorni più le domeniche interposte, è un tempo di penitenza, di riflessione e di conversione. Il colore liturgico è il viola, eccetto la quarta domenica detta "Laetare" quando il viola può essere attenuato con il rosa, un'anticipazione della gioia pasquale e della speranza cristiana nell'imminenza del mistero della Pasqua.
La domenica delle Palme fa celebrare l'ingresso di Cristo a Gerusalemme, dando inizio, così, alla Settimana Santa, al cui interno (dal Venerdì Santo alla Domenica di Risurrezione) si inserisce il Triduo Pasquale, il periodo centrale dell'anno liturgico, in cui si celebra la morte e risurrezione di Gesù. Il triduo è preceduto (Giovedì Santo) dalla Messa crismale in cattedrale, in cui il vescovo, insieme con tutti i sacerdoti, benedice gli olii santi usati per i Sacramenti dell'iniziazione cristiana (battesimo e cresima) e per i sacramenti dell'ordine e dell'unzione degli infermi. Durante la messa crismale vengono inoltre rinnovati dai sacerdoti gli impegni assunti il giorno dell'ordinazione presbiterale. La sera si celebra la Messa in Coena Domini, in cui si fa memoria dell'istituzione dell'eucaristia. Con il triduo pasquale si celebra la dolorosa Passione e la Morte di Cristo (Venerdì Santo), Gesù nel sepolcro (Sabato Santo) e infine la domenica di Pasqua, la Risurrezione di Cristo, che "sconfigge la morte e salva l'umanità".
Il tempo di Pasqua, della durata di cinquanta giorni, si compone di sette settimane. È incentrato sulla risurrezione di Gesù, sulle sue apparizioni, come testimonianza di fede dei primi discepoli. Si conclude con il ritorno di Gesù Risorto al Padre (Ascensione 40 giorni dopo la pasqua, in Italia spostato alla sesta domenica) ed il dono dello Spirito Santo ai discepoli per continuare la missione di Gesù, mediante la testimonianza ed il dono della sua Parola e della sua Vita nei sacramenti (Pentecoste, settima domenica).
Dopo il tempo di Pasqua (colore bianco) ricomincia il Tempo ordinario (colore verde), chiamato anche Tempo per annum, che nel rito attuale riunisce ciò che prima della riforma liturgica era costituito da tre serie di domeniche, le domeniche dopo l'Epifania, il Tempo di Settuagesima e le domeniche dopo Pentecoste.
Il Tempo ordinario è il Tempo in cui Chiesa, animata e guidata da Cristo, lo annuncia, lo celebra, lo dona. Altri colori dei paramenti liturgici sono il rosso (nelle ricorrenze dei santi martiri) e il bianco (nelle ricorrenze che celebrano la Madonna e i santi non martiri, come i dottori della chiesa o i confessori). In alcuni santuari mariani nelle feste dedicate alla Madonna è ammesso il colore azzurro.

## Sacramenti

### Eucaristia

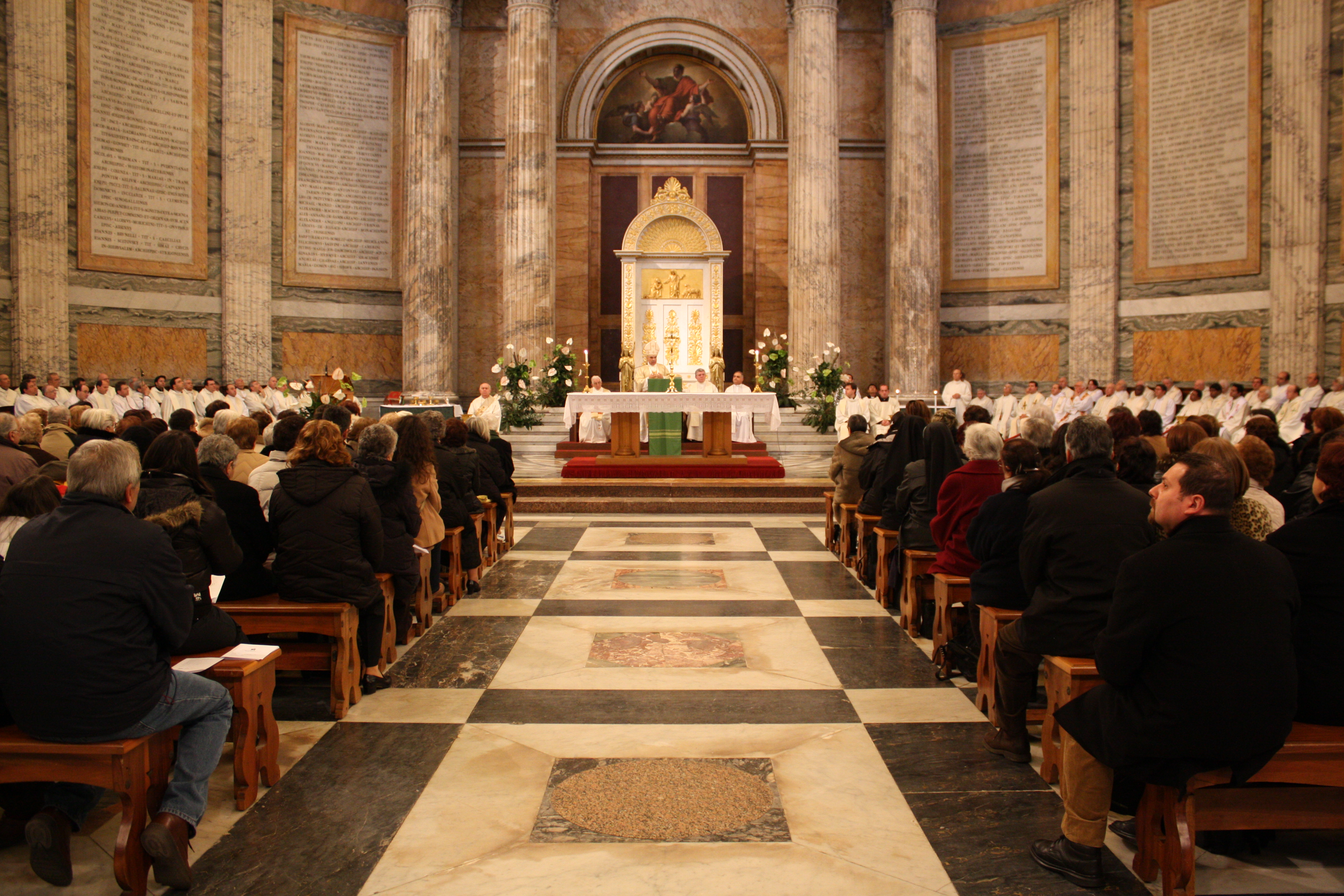
Messa

L'eucaristia è il rinnovamento incruento del Sacrificio di Cristo sulla Croce, il memoriale della Pasqua di morte e risurrezione di Cristo, annuncio della sua venuta finale (parusia). Questo sacramento, secondo il dogma cattolico, rende realmente e sostanzialmente presente Gesù Cristo: il suo corpo, il suo sangue, la sua anima e la sua divinità.
Nel rito romano ciò avviene durante e con celebrazione della Messa. La celebrazione eucaristica si compone di due parti principali e di alcuni riti: iniziale, di Comunione e di congedo. Il rito iniziale comincia con l'antifona d'ingresso, la processione del celebrante e dei ministri ed il segno della Croce. Segue il Confiteor, cioè la confessione dei peccati, conclusa dalla litania del Kyrie eleison. in seguito viene intonato l'inno Gloria in excelsis Deo (solo nei giorni festivi, ma non in Quaresima né in Avvento) e la Colletta, una preghiera recitata o cantata dal sacerdote che raccoglie le orazioni di tutti i fedeli ed introduce alla liturgia della Parola.
La liturgia della Parola consiste nella proclamazione (che è molto più di una semplice lettura) di brani tratti dalla Bibbia. La prima è tratta dall'Antico Testamento. Segue il canto del salmo e la lettura dell'epistola, tratta dalle Lettere degli Apostoli. Viene cantato l'alleluia e poi il Vangelo, la terza lettura, viene letto o cantato da un diacono o da un sacerdote e ascoltato in piedi dall'assemblea.  Dopo l'omelia del celebrante, si rinnova la professione di fede cantando il Credo, il simbolo niceno, segue la preghiera dei fedeli. La liturgia della Parola è strutturata in modo dialogico: Dio parla rivolgendosi alla comunità dei credenti mediante le letture, la comunità risponde con il salmo responsoriale, il canto dell'Alleluia (prima della proclamazione del Vangelo), il Credo e la preghiera dei fedeli.
Si entra così nella liturgia eucaristica, di cui la Liturgia della Parola è preparazione. Inizia con la presentazione dei doni, che nei giorni di festa e solennità può essere introdotta da una processione in cui alcuni fedeli portano all'altare il dono del pane e del vino ed il celebrante, a nome della comunità, li offre a Dio perché diventino, per opera dello Spirito Santo, corpo e sangue di Cristo. La liturgia eucaristica continua con la preghiera eucaristica, preghiera rivolta a Dio in cui si fa memoria di un particolare evento della storia salvifica operata da Dio. La preghiera eucaristica segue un itinerario celebrativo segnato da alcune parti tra cui il Santo. Cuore della preghiera eucaristica è la preghiera di consacrazione: è ritenuta fondamentale, perché le parole che contiene sono state dette e sono state comandate di ripeterle direttamente da Gesù nell'Ultima Cena. La preghiera eucaristica termina con una solenne preghiera (detta dossologia) in cui a Dio viene offerto e presentato, in atteggiamento di profonda lode e ringraziamento, non più il pane ed il vino, ma Cristo stesso, presente nel segno del pane e del vino e della comunità: è l'offerta per eccellenza gradita a Dio. È operata dal ministro ordinato e suggellata dall'Amen dei fedeli. Seguono i riti di comunione (tra cui la preghiera dell'Agnus Dei e la recita del Padre Nostro), la distribuzione ai fedeli dell'eucaristia. Dopo uno spazio di silenziosa preghiera segue il rito di congedo con la preghiera (postcommunio), la benedizione finale ed il mandato dallo spessore missionario.

#### Messa tridentina

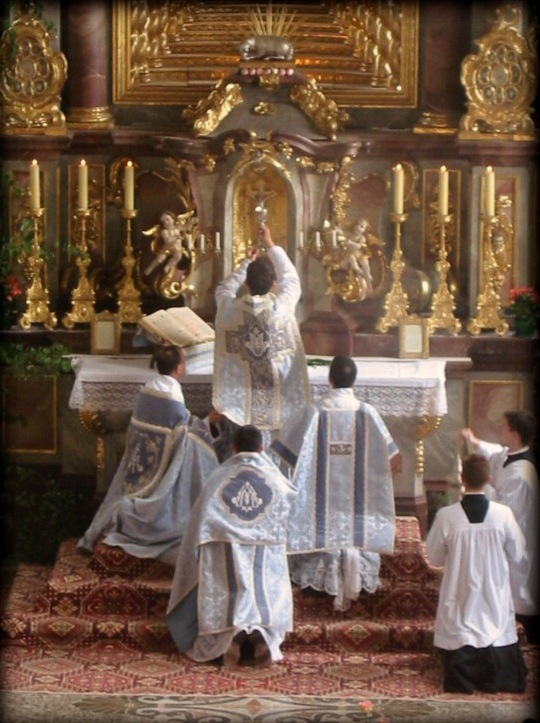
Messa tridentina solenne

La Messa tridentina deve il suo nome al mandato dato dal Concilio di Trento a papa Pio V di promulgare un nuovo Messale (1570), che in ogni caso prescrive una liturgia molto simile a quella anteriore al Concilio, il cui modello è contenuto negli Ordines Romani, serie di documenti liturgici, di cui i più antichi risalgono al VI secolo. Fu l'unica liturgia eucaristica del rito romano fino al 1965, quando papa Paolo VI introdusse il nuovo Messale successivo alla riforma liturgica voluta dal Concilio Vaticano II.

#### Servizi liturgici
I ruoli dei partecipanti, nelle due forme del rito, sono in gran parte gli stessi:
- vescovo,
- presbitero,
- diacono,
- suddiacono,
- accolito,
- lettore,
- cantore,
- ministrante,
- organista,
- assemblea,
- ministro straordinario della santa comunione (istituito con la riforma liturgica).

#### Celebrazione eucaristica nel rito bizantino

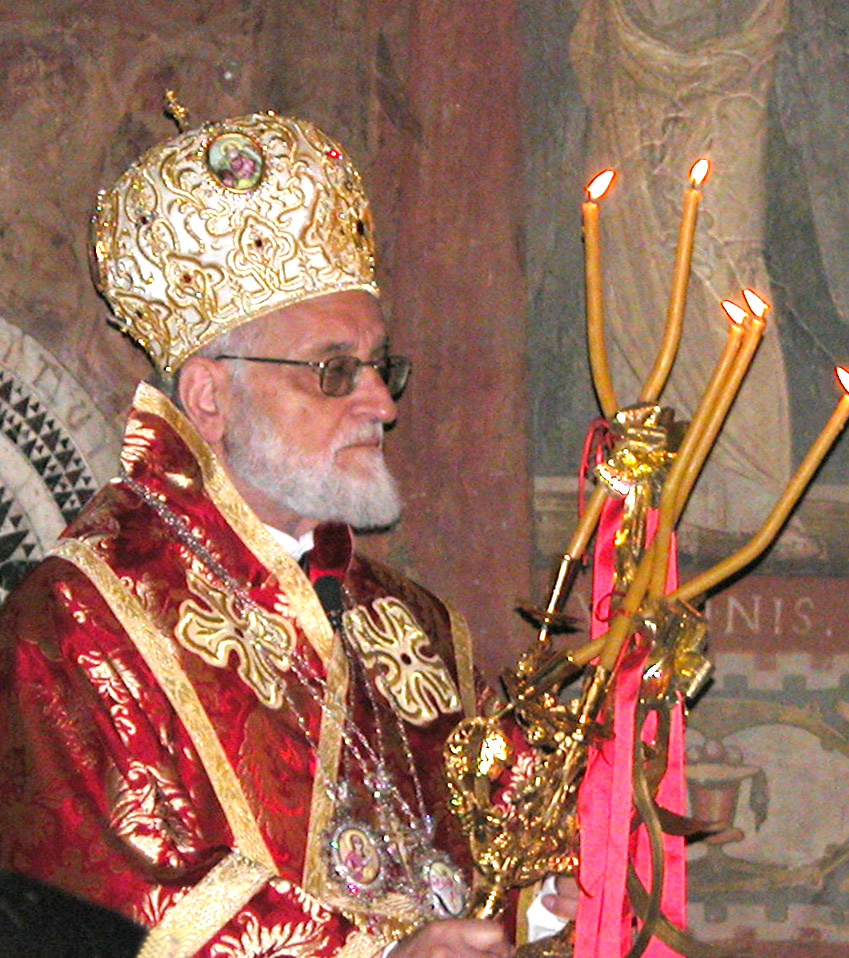
L'allora patriarca dei melchiti, Gregorio III, durante la Divina Liturgia di Pentecoste, Roma 11 maggio 2008.

I cattolici di rito bizantino celebrano l'eucaristia in una forma diversa e generalmente adottano la Divina Liturgia di san Giovanni Crisostomo, risalente al IV secolo. Presenta piccole differenze rispetto alla liturgia adottata dalla Chiesa ortodossa, come l'introduzione delle orazioni per il papa e la facoltà di menzionare il Filioque nella recita del Credo.

## Liturgia delle ore
La Liturgia delle ore costituisce la preghiera con la quale i fedeli del rito romano, e soprattutto i sacri ministri, santificano il corso del tempo della giornata.
È organizzata attorno ai salmi e a altre letture bibliche, alle quali si aggiungono preghiere nate nella tradizione della Chiesa cattolica.
Si struttura attorno alle due ore principali delle Lodi mattutine e dei Vespri, che si recitano rispettivamente al mattino e alla sera. Le altre ore sono l'Ufficio delle letture, nel quale si fa una lettura più abbondante della Bibbia e dei Padri della Chiesa, l'Ora media, a recitarsi a metà della giornata, e la Compieta, che è la preghiera prima del riposo notturno.
Rimane possibile recitare il Breviario romano in sostituzione della Liturgia delle ore.

## Musica per la liturgia

Una Messa beat degli anni Sessanta

Secondo il Concilio Vaticano II nella liturgia della Chiesa di rito latino il gregoriano deve avere il posto principale nelle celebrazioni, anche se non si escludono altri generi di musica sacra, soprattutto la polifonia. L'organo a canne deve essere tenuto in particolare considerazione, per la sua capacità di dare splendore al culto ed elevare l'animo a Dio. Devono essere promosse le scholae cantorum in tutte le chiese e occorre conservare e incrementare il patrimonio tradizionale di musica sacra.
Tuttavia, nella reale vita liturgica della Chiesa lo spazio dedicato all'animazione musicale è promosso principalmente da cori parrocchiali che usufruiscono liberamente del patrimonio di canti della Chiesa, specialmente di quelli diffusisi negli ultimi anni.
Gli altri riti della Chiesa cattolica (ad esempio il maronita) hanno i propri testi liturgici.

## Traduzioni
La lettera apostolica Magnum principium del 3 settembre 2017 introduce l'interpretazione autentica del Codice di diritto canonico, in merito alla traduzione dei libri liturgici:

§ 2. È di competenza della Sede Apostolica ordinare la sacra liturgia della Chiesa universale, pubblicare i libri liturgici, rivedere gli adattamenti approvati a norma del diritto dalla Conferenza Episcopale, nonché vigilare perché le norme liturgiche siano osservate ovunque fedelmente.

§ 3. Spetta alle Conferenze Episcopali preparare fedelmente le versioni dei libri liturgici nelle lingue correnti, adattate convenientemente entro i limiti definiti, approvarle e pubblicare i libri liturgici, per le regioni di loro pertinenza, dopo la conferma della Sede Apostolica.

§ 4. Al Vescovo diocesano nella Chiesa a lui affidata spetta, entro i limiti della sua competenza, dare norme in materia liturgica, alle quali tutti sono tenuti.Magnum principium afferma»
(Motu proprio Magnum principium, 3 settembre 2017)
Il documento stabilisce che le traduzioni dei libri liturgici nascano dalla collaborazione fiduciosa fra la Conferenze Episcopali e la Congregazione per il culto divino e la disciplina dei sacramenti, di concerto con le Conferenze episcopali di regioni aventi la medesima lingua.

La Congregazione per il culto divino opera a titolo di dicastero della Sede Apostolica costituito col "compito di promuovere la Sacra Liturgia".
La collaborazione fra le differenti Conferenze Episcopali e con la Sede Apostolica hanno il fine di garantire "l'unità del Rito Romano" e che ogni "traduzione sia congruente con la sana dottrina" della Chiesa Cattolica.

A tal fine, ogni traduzione nelle singole lingue è sottoposta ad un processo di revisione "paritario", attento e dettagliato, paragonabile a livello diocesano alla tradizione degli imprimatur dei libri ecclesiastici. L'approvazione spetta essenzialmente alle Conferenze episcopali, in ottica sinodale.

## Abusi liturgici
Il Codice di diritto canonico del 1983 riconosce che i riti non sono normalmente disciplinati all'interno dello stesso. Esiste un vero e proprio diritto liturgico, codificato nei libri liturgici, che ha pieno valore normativo (can. 2). Lo stesso codice affida al vicario foraneo il compito di "provvedere che le funzioni religiose siano celebrate secondo le disposizioni della sacra liturgia" (can. 555 § 3).
L'istruzione Redemptionis Sacramentum dispone che tutti (presbiteri, diaconi e fedeli laici) hanno il dovere di "sporgere querela su un abuso liturgico presso il vescovo diocesano o l'ordinario competente a quegli equiparato dal diritto o alla Sede Apostolica in virtù del primato del Romano Pontefice" (n. 184).
Nel secondo decennio degli anni Duemila, alcune conferenze episcopali hanno preso posizioni contro gli abusi liturgici di alcuni sacerdoti che deviano dalle prescrizioni del messale, introducendo danze indecenti, musiche profane, continue raccolte di offerte, prediche prive di finalità edificanti e pastorali, benedizioni di oggetti non previste dai Sacri riti, l'uso dell'ostensorio al posto dell'aspersorio.